# Montcortès de Pallars
|  | Aquest article tracta sobre el poble d'aquest nom. Si cerqueu l'antic municipi d'aquest nom, vegeu «Montcortès de Pallars (antic municipi)». |

Montcortès o Montcortès de Pallars és un poble al terme municipal de Baix Pallars, a la comarca del Pallars Sobirà. El 2013 tenia 26 habitants. Era el cap de l'antic terme, suprimit el 1969, de Montcortès de Pallars. Aquest comprenia, a més, els pobles d'Ancs, Bretui, Cabestany, Mentui, Peracalç i Sellui.
Montcortès té l'església de Sant Martí i dues capelles més, en el mateix poble, la de Sant Sebastià, pràcticament abandonada, i la de la Mare de Déu dels Àngels, en ruïnes. A migdia del poble hi ha, encara, les ruïnes de la capella barroca de Sant Miquel de Montcortès. En lloc destacat del poble hi ha el vell edifici conegut popularment com a la Rectoria, que deu correspondre a l'antic castell.

## Geografia
Montcortès és a la part central, al Pla de Corts, a prop i a llevant de l'Estany de Montcortès i de la Collada de Sant Antoni. És a l'esquerra del Barranc de les Morreres, a ponent del Serrat de la Fareta, al nord-est del Serrat del Campet i al nord-oest de la Roca del Moro. Queda a ponent del poble de Bretui i a llevant dels de Cabestany i Mentui.
Pascual Madoz dedica un breu article del seu Diccionario geográfico... a Montcortès (Moncortes). S'hi pot llegir que el poble està situat en el pendent suau d'una costa, ventilat per tots els vents llevat dels de l'oest. El clima és fred i propens a refredats i terçanes (febres palúdiques que apareixen cada tres dies). Tenia 20 cases i l'església parroquial de Sant Martí, de la qual depenia la de Bretui. El capellà depenia eclesiàsticament de l'abat de Gerri. A més, a un quart d'hora del poble hi havia l'ermita de Sant Miquel.
El terreny era de secà i de mala qualitat. S'hi collia blat, ordi i patates, s'hi criaven ovelles i vaques, i hi havia caça de conills, ànecs i perdius, així com pesca d'anguiles. La població era de 22 veïns (caps de casa) i 126 ànimes (habitants).
La carretera de Gerri de la Sal a la Pobleta de Bellveí relliga Montcortès amb les dues viles esmentades. Recentment asfaltada, en 6,2 quilòmetres s'arriba a la Pobleta de Bellveí, i en 11,9 a Gerri de la Sal. No existeix cap mena de transport públic per arribar a Montcortès.

### El poble de Montcortès
Les cases del poble
| - Casa Agustí - Casa Aspetx - Casa Aspetxó - Casa Badia - Casa Beratx - Casa Campet - Casa Caubet - Casa Cinto | - Casa Cisquet - Casa Cotatge - Casa Espetico - Casa Estàsia - Casa Fuseller - Casa Gravalós - Casa Guinot - Casa Guixó | - Casa Hereu - Casa Jironi - Casa Lluell - Casa Manela - Casa Martí - Casa Martinet - Casa Menut - Casa Perayre | - Casa Perelló - Casa Perselles - Casa la Quadra - La Rectoria - Casa Restoll - Casa Rivert - Casa Rivert de Damont - Casa Rivert de Davall | - Casa Roig - Casa Sastre - Casa Serraller - Casa Simon - Casa Teixidor - Casa Tiet - Casa Tubièn - Casa Vidal |

### Demografia
En el fogatge del 1553, Montcortès, juntament amb Cabestany, Balastui, Bretui i Puigcerver, declara 27 focs laics i 1 d'eclesiàstic.
| 1970 | 1981 | 2000 | 2002 | 2004 | 2006 | 2008 | 2010 | 2011 | 2013 |
| ---- | ---- | ---- | ---- | ---- | ---- | ---- | ---- | ---- | ---- |
| 60   | 55   | 32   | 32   | 34   | 31   | 33   | 29   | 25   | 26   |

Les dades del 1553 són 28 focs, és a dir, llars. Cal comptar a l'entorn de 5 persones per foc.